# Moszczenica Wyżna
Moszczenica Wyżna (früher auch Moszczanica Wyższa) ist eine Ortschaft mit einem Schulzenamt der Gemeinde Stary Sącz im Powiat Nowosądecki der Woiwodschaft Kleinpolen, Polen.

## Geographie
Der Ort liegt am Bach Moszczenica unter den Sandezer Beskiden (Beskid Sądecki).
Die Nachbarorte sind Moszczenica Niżna im Norden, Przysietnica im Süden, Skrudzina im Westen.

## Geschichte
Der Ort wurde im Jahre 1341 gegründet. Es gehörte ursprünglich zu den Klarissen in Stary Sącz.
Schon im Jahre 1770 besetzten habsburgische Truppen das Dorf und es wurde an das Königreich Ungarn angeschlossen. Nach der Ersten Teilung Polens kam Barcice zum neuen Königreich Galizien und Lodomerien des habsburgischen Kaiserreichs (ab 1804).
Im Jahre 1900 hatte das Dorf 450 Einwohner, davon alle polnischsprachig und römisch-katholisch.
1918, nach dem Ende des Ersten Weltkriegs und dem Zusammenbruch der k.u.k. Monarchie, kam Moszczenica Wyżna zu Polen. Unterbrochen wurde dies durch die Besetzung Polens durch die Wehrmacht im Zweiten Weltkrieg, während der es zum Generalgouvernement gehörte.
Von 1975 bis 1998 gehörte Moszczenica Wyżna zur Woiwodschaft Nowy Sącz.